# Zdeněk Hruška
Zdeněk Hruška (Prága, 1954. július 25. –) csehszlovák válogatott cseh labdarúgó, kapus, edző.

## Pályafutása

### Klubcsapatban
1962-ben a Slavoj Vyšehrad korosztályos csapatában kezdte a labdarúgást. 1974 és 1976 között a Dukla Tachov csapatánál teljesítette a kötelező sorkatonai szolgálatát. 1976 és 1985 között a Bohemians Praha, 1985 és 1987 között a Slavia Praha kapusa volt. 1987–88-ban a görög a Véria játékosa volt. 1988–89-ben ismét a Bohamians csapatában szerepelt. 1989–90-ben a Wacker Vienna, 1990 és 1992 között a Floridsdorfer AC játékosa volt.

### A válogatottban
1977 és 1983 között 24 alkalommal szerepelt a csehszlovák válogatottban. Tagja volt 1982-es spanyolországi világbajnokságon részt vevő csapatnak.

### Edzőként
1992-ben a Floridsdorfer AC játékos-edzője volt. 1992 és 1995 között a Bohemians Praha segédedzője, majd 1995-ben a vezetőedzője volt. 1996-ban az FC Turnov, 1996–97-ben a VT Chomutov edzőjeként tevékenykedett. 1997–98-ban a Slovan Liberec, 1999 és 2001 között a német Tennis Borussia Berlin segédedzője volt. 2001 és 2003 között az FSC Libuš, 2003-ban újra a Bohemians, majd 2004 óta Libuš vezetőedzőjeként dolgozott.

## Sikerei, díjai
Bohemians Praha
- Csehszlovák bajnokság
  - bajnok: 1982–83